# 特雷邦德吕雄 (上加龙省)
特雷邦德吕雄（法語：Trébons-de-Luchon）是法国上加龙省的一个市镇，属于圣戈当区（Saint-Gaudens）巴涅雷德吕雄县（Bagnères-de-Luchon）。该市镇总面积0.83平方公里，2009年时的人口为8人。

## 人口
特雷邦德吕雄人口变化图示